# Bologna Associazione Giuoco del Calcio 1940-1941
Questa voce raccoglie le informazioni riguardanti il Bologna Associazione Giuoco del Calcio nelle competizioni ufficiali della stagione 1940-1941.

## Stagione
La stagione successiva, nonostante la guerra fosse incominciata quattro mesi prima, il Bologna la conclude con la vittoria del sesto scudetto; un'aura di imbattibilità circonda il Bologna, tanto che i tifosi rispolverano un vecchio inno del tempo dei pionieri "È il Bologna lo squadrone che tremare il mondo fa". La vittoria dello scudetto sarà l'ultima gioia del Bologna per i futuri anni: l'anno successivo si piazza al settimo posto e poi, complice la guerra incalzante, il campionato di calcio sospeso. All'indomani della fine del campionato, Felsner torna in patria e non si può non pensare ad un ciclo che si chiuderà definitivamente.

## Divise
| 1ª divisa |

## Organigramma societario
Area direttiva
- Presidente: Renato Dall'Ara

Area tecnica
- Allenatore: Hermann Felsner

## Rosa
| N. |                   | Ruolo | Calciatore       |
| -- | ----------------- | ----- | ---------------- |
|    | Italia (bandiera) | P     | Pietro Ferrari   |
|    | Italia (bandiera) | P     | Glauco Vanz      |
|    | Italia (bandiera) | D     | Arturo Boniforti |
|    | Italia (bandiera) | D     | Giordano Corsi   |
|    | Italia (bandiera) | D     | Dino Fiorini     |
|    | Italia (bandiera) | D     | Aurelio Marchese |
|    | Italia (bandiera) | D     | Mario Montesanto |
|    | Italia (bandiera) | D     | Mario Pagotto    |
|    | Italia (bandiera) | D     | Secondo Ricci    |
|    | Italia (bandiera) | C     | Michele Andreolo |
|    | Italia (bandiera) | C     | Narciso Benetti  |

| N. |                   | Ruolo | Calciatore                 |
| -- | ----------------- | ----- | -------------------------- |
|    | Italia (bandiera) | C     | Amedeo Biavati             |
|    | Italia (bandiera) | C     | Giovanni Ferrari           |
|    | Italia (bandiera) | C     | Raffaele Sansone           |
|    | Italia (bandiera) | A     | Piero Andreoli             |
|    | Italia (bandiera) | A     | Tolmino Casadio            |
|    | Italia (bandiera) | A     | Antonio Innocenti          |
|    | Italia (bandiera) | A     | Bruno Maini                |
|    | Italia (bandiera) | A     | Ettore Puricelli           |
|    | Italia (bandiera) | A     | Carlo Reguzzoni (capitano) |
|    | Italia (bandiera) | A     | Mario Sdraulig             |

### Formazione tipo
| Formazione tipo | Giocatori (presenze)  |
| --- | --------------------- |
| P. Ferrari Pagotto Ricci Maini Andreolo Marchese Sansone Andreoli Biavati Reguzzoni Puricelli | Pietro Ferrari (25)   |
| P. Ferrari Pagotto Ricci Maini Andreolo Marchese Sansone Andreoli Biavati Reguzzoni Puricelli | Mario Pagotto (29)    |
| P. Ferrari Pagotto Ricci Maini Andreolo Marchese Sansone Andreoli Biavati Reguzzoni Puricelli | Secondo Ricci (26)    |
| P. Ferrari Pagotto Ricci Maini Andreolo Marchese Sansone Andreoli Biavati Reguzzoni Puricelli | Bruno Maini (13)      |
| P. Ferrari Pagotto Ricci Maini Andreolo Marchese Sansone Andreoli Biavati Reguzzoni Puricelli | Michele Andreolo (20) |
| P. Ferrari Pagotto Ricci Maini Andreolo Marchese Sansone Andreoli Biavati Reguzzoni Puricelli | Aurelio Marchese (27) |
| P. Ferrari Pagotto Ricci Maini Andreolo Marchese Sansone Andreoli Biavati Reguzzoni Puricelli | Raffaele Sansone (22) |
| P. Ferrari Pagotto Ricci Maini Andreolo Marchese Sansone Andreoli Biavati Reguzzoni Puricelli | Piero Andreoli (22)   |
| P. Ferrari Pagotto Ricci Maini Andreolo Marchese Sansone Andreoli Biavati Reguzzoni Puricelli | Amedeo Biavati (30)   |
| P. Ferrari Pagotto Ricci Maini Andreolo Marchese Sansone Andreoli Biavati Reguzzoni Puricelli | Carlo Reguzzoni (30)  |
| P. Ferrari Pagotto Ricci Maini Andreolo Marchese Sansone Andreoli Biavati Reguzzoni Puricelli | Héctor Puricelli (27) |
| Altri giocatori: Giovanni Ferrari (16), Dino Fiorini (15), Arturo Boniforti (10), Glauco Vanz (5), Giordano Corsi (4), Mario Montesanto (4), Narciso Benetti (2), Mario Sdraulig (2), Tolmino Casadio (1). |                       |

## Calciomercato
| Acquisti | Acquisti          | Acquisti         | Acquisti |
| R.       | Nome              | da               | Modalità |
| -------- | ----------------- | ---------------- | -------- |
| D        | Arturo Boniforti  | Ferrara          | [ 3 ]    |
| C        | Giovanni Ferrari  | Ambrosiana-Inter | [ 3 ]    |
| A        | Tolmino Casadio   | Rimini           | [ 3 ]    |
| A        | Alcide Ivan Violi | Catania          | [ 3 ]    |
| A        | Mario Sdraulig    | Udinese          | [ 3 ]    |

| Cessioni | Cessioni          | Cessioni | Cessioni |
| R.       | Nome              | a        | Modalità |
| -------- | ----------------- | -------- | -------- |
| A        | Alcide Ivan Violi | Reggiana | [ 3 ]    |

## Risultati

### Serie A

#### Girone d'andata
| Arbitro: | Mattea (Torino) |

|                                     |           |            |
| Puricelli 30’ (rig.) G. Ferrari 56’ | Marcatori | 54’ Amadei |

| Arbitro: | Barlassina (Novara) |

|                     |           |                |
| Gabetto 1’, 6’, 21’ | Marcatori | 83’ G. Ferrari |

| Arbitro: | Bonivento (Venezia) |

|                                             |           |  |
| Maini 48’ Puricelli 65’ Andreolo 82’ (rig.) | Marcatori |  |

| Arbitro: | Barlassina (Novara) |

|  |           |               |
|  | Marcatori | 38’ Puricelli |

| Arbitro: | Curradi (Firenze) |

|             |           |  |
| Biavati 44’ | Marcatori |  |

| Arbitro: | Dattilo (Roma) |

|                                     |           |                                               |
| Barrera 15’ Rosellini 40’, 53’, 75’ | Marcatori | 35’ Puricelli 62’, 88’ Reguzzoni 70’ Andreoli |

| Arbitro: | Bertolio (Torino) |

|               |           |             |
| Puricelli 20’ | Marcatori | 35’ Alberti |

| Arbitro: | Ciamberlini (Genova) |

|  |           |                      |
|  | Marcatori | 68’ (rig.) Reguzzoni |

| Arbitro: | Fois (Roma) |

|                                                    |           |               |
| Reguzzoni 32’ Andreoli 37’, 68’ Puricelli 57’, 82’ | Marcatori | 60’ C. Fabbri |

| Arbitro: | Barlassina (Novara) |

|                  |           |             |
| Candiani 3’, 12’ | Marcatori | 64’ Sansone |

| Arbitro: | Bertolio (Torino) |

|                                      |           |                              |
| Puricelli 9’, 15’ Reguzzoni 20’, 52’ | Marcatori | 58’ Todeschini 85’ B. Arcari |

| Arbitro: | Ciamberlini (Genova) |

|                               |           |                   |
| Cattaneo 18’ Ricci 60’ (aut.) | Marcatori | 3’, 42’ Puricelli |

| Arbitro: | Mattea (Torino) |

|                                                           |           |                                                         |
| Reguzzoni 26’ Andreoli 35’ Puricelli 36’, 48’ Biavati 52’ | Marcatori | 70’ (aut.) Pagotto 77’ Di Benedetti 86’ (rig.) R. Menti |

| Arbitro: | Biancone (Roma) |

|                    |           |  |
| Puricelli 46’, 82’ | Marcatori |  |

| Arbitro: | Pizziolo (Firenze) |

|                           |           |                                                            |
| Vettraino 44’ Ramella 60’ | Marcatori | 2’ Andreoli 19’ (rig.) Reguzzoni 64’ Puricelli 87’ Biavati |

#### Girone di ritorno
| Arbitro: | Ciamberlini (Genova) |

|            |           |              |
| Amadei 49’ | Marcatori | 30’ Andreolo |

| Arbitro: | Dattilo (Roma) |

|               |           |  |
| Reguzzoni 82’ | Marcatori |  |

| Torino 11 febbraio 1941, ore 16:15 UTC+1 18ª giornata | Torino        | 0 – 0 | Bologna | Stadio Filadelfia (16 000 spett.)\| Arbitro: \| Scarpi (Dolo) \| |
| Arbitro:                                              | Scarpi (Dolo) |       |         |                                                                  |

| Arbitro: | Bertolio (Torino) |

|                                              |           |             |
| Sansone 27’ Reguzzoni 60’ Puricelli 75’, 85’ | Marcatori | 77’ Gabardo |

| Arbitro: | Pizziolo (Firenze) |

|                          |           |  |
| Gaddoni 41’ Pagliano 70’ | Marcatori |  |

| Arbitro: | Saracini (Ancona) |

|                                  |           |  |
| Puricelli 65’, 76’ Reguzzoni 68’ | Marcatori |  |

| Arbitro: | Ciamberlini (Genova) |

|          |           |  |
| Loik 35’ | Marcatori |  |

| Arbitro: | Dattilo (Roma) |

|                                |           |  |
| Reguzzoni 8’ Andreoli 59’, 67’ | Marcatori |  |

| Arbitro: | Curradi (Firenze) |

|            |           |  |
| Fabbri 17’ | Marcatori |  |

| Arbitro: | Ciamberlini (Genova) |

|                                                   |           |  |
| Reguzzoni 13’, 88’ Puricelli 30’ Biavati 46’, 83’ | Marcatori |  |

| Arbitro: | Bertolio (Torino) |

|                                                                |           |              |
| E. Boniforti 50’ (rig.) Boffi 57’ Cappello 59’, 85’ Meazza 73’ | Marcatori | 61’ Marchese |

| Arbitro: | Barlassina (Novara) |

|                                  |           |  |
| Reguzzoni 10’, 20’ Puricelli 26’ | Marcatori |  |

| Arbitro: | Moretti (Genova) |

|                           |           |  |
| Penzo 32’, 66’ Koenig 87’ | Marcatori |  |

| Trieste 27 aprile 1941 29ª giornata | Triestina          | 0 – 0 | Bologna | Stadio Littorio (~6 000 spett.)\| Arbitro: \| Pizziolo (Firenze) \| |
| Arbitro:                            | Pizziolo (Firenze) |       |         |                                                                     |

| Arbitro: | Ciamberlini (Genova) |

|                           |           |                             |
| Reguzzoni 43’ Biavati 47’ | Marcatori | 22’ Romagnoli 30’ Vettraino |

### Coppa Italia
| Arbitro: | Fois (Roma) |

|              |           |                |
| Polacchi 83’ | Marcatori | 80’ G. Ferrari |

| Siena 15 maggio 1941 Sedicesimi di finale – Ripetizione | Siena            | 0 – 0 (d.t.s.) | Bologna | Stadio Rino Daus (~4 000 spett.)\| Arbitro: \| Moretti (Genova) \| |
| Arbitro:                                                | Moretti (Genova) |                |         |                                                                    |

| Arbitro: | Dellarole (Roma) |

|                                                              |           |                             |
| Biavati 8’, 39’ Reguzzoni 54’ (rig.) Puricelli 67’, 71’, 73’ | Marcatori | 50’, 59’ Polacchi 88’ Boldi |

| Arbitro: | Saracini (Ancona) |

|                                   |           |         |
| Sdraulig 37’, 119’ Puricelli 115’ | Marcatori | 5’ Stua |

| Arbitro: | Pizziolo (Firenze) |

|                                        |           |                                       |
| Puricelli 32’, 66’ Sdraulig 70’ (rig.) | Marcatori | 5’ Loik 31’ Alberico 40’, 75’ Pernigo |

## Statistiche

### Statistiche di squadra
| Competizione | Punti | In casa | In casa | In casa | In casa | In casa | In casa | In trasferta | In trasferta | In trasferta | In trasferta | In trasferta | In trasferta | Totale | Totale | Totale | Totale | Totale | Totale | DR  |
| Competizione | Punti | G       | V       | N       | P       | GF      | GS      | G            | V            | N            | P            | GF           | GS           | G      | V      | N      | P      | GF     | GS     | DR  |
| ------------ | ----- | ------- | ------- | ------- | ------- | ------- | ------- | ------------ | ------------ | ------------ | ------------ | ------------ | ------------ | ------ | ------ | ------ | ------ | ------ | ------ | --- |
| Serie A      | 39    | 15      | 13      | 2       | 0       | 44      | 11      | 15           | 3            | 5            | 7            | 16           | 26           | 30     | 16     | 7      | 7      | 60     | 37     | +23 |
| Coppa Italia | -     | 3       | 2       | 0       | 1       | 12      | 8       | 1            | 0            | 1            | 0            | 0            | 0            | 4      | 2      | 1      | 1      | 12     | 8      | +4  |
| Totale       | -     | 18      | 15      | 2       | 1       | 56      | 19      | 16           | 3            | 6            | 7            | 16           | 26           | 34     | 18     | 8      | 8      | 72     | 45     | +27 |

### Andamento in campionato
| Giornata  | 1 | 2  | 3 | 4 | 5 | 6 | 7 | 8 | 9 | 10 | 11 | 12 | 13 | 14 | 15 | 16 | 17 | 18 | 19 | 20 | 21 | 22 | 23 | 24 | 25 | 26 | 27 | 28 | 29 | 30 |
| --------- | - | -- | - | - | - | - | - | - | - | -- | -- | -- | -- | -- | -- | -- | -- | -- | -- | -- | -- | -- | -- | -- | -- | -- | -- | -- | -- | -- |
| Luogo     | C | T  | C | T | C | T | C | T | C | T  | C  | T  | C  | C  | T  | T  | C  | T  | C  | T  | C  | T  | C  | T  | C  | T  | C  | T  | T  | C  |
| Risultato | V | P  | V | V | V | N | N | V | V | P  | V  | N  | V  | V  | V  | N  | V  | N  | V  | P  | V  | P  | V  | P  | V  | P  | V  | P  | N  | N  |
| Posizione | 5 | 10 | 5 | 3 | 3 | 2 | 3 | 1 | 1 | 1  | 2  | 1  | 1  | 1  | 1  | 1  | 1  | 1  | 1  | 1  | 1  | 1  | 1  | 1  | 1  | 1  | 1  | 1  | 1  | 1  |

Legenda:

Luogo: C = Casa; T = Trasferta. Risultato: V = Vittoria; N = Pareggio; P = Sconfitta.

### Statistiche dei giocatori
| Giocatore     | Serie A  | Serie A | Coppa Italia | Coppa Italia | Totale   | Totale |
| Giocatore     | Presenze | Reti    | Presenze     | Reti         | Presenze | Reti   |
| ------------- | -------- | ------- | ------------ | ------------ | -------- | ------ |
| P. Andreoli   | 22       | 7       | 4            | 0            | 26       | 7      |
| M. Andreolo   | 20       | 2       | 4            | 0            | 24       | 2      |
| N. Benetti    | 2        | 0       | 0            | 0            | 2        | 0      |
| A. Biavati    | 30       | 6       | 4            | 2            | 34       | 8      |
| A. Boniforti  | 10       | 0       | 1            | 0            | 11       | 0      |
| T. Casadio    | 1        | 0       | 0            | 0            | 1        | 0      |
| G. Corsi      | 4        | 0       | 0            | 0            | 4        | 0      |
| G. Ferrari    | 16       | 2       | 4            | 0            | 20       | 2      |
| P. Ferrari    | 25       | -36     | 4            | -8           | 29       | -44    |
| D. Fiorini    | 15       | 0       | 0            | 0            | 15       | 0      |
| A. Innocenti  | 0        | 0       | 1            | 0            | 1        | 0      |
| B. Maini      | 13       | 1       | 1            | 0            | 14       | 1      |
| A. Marchese   | 27       | 1       | 0            | 0            | 27       | 1      |
| M. Montesanto | 4        | 0       | 4            | 0            | 8        | 0      |
| M. Pagotto    | 29       | 0       | 3            | 0            | 32       | 0      |
| E. Puricelli  | 27       | 22      | 3            | 6            | 30       | 28     |
| C. Reguzzoni  | 30       | 17      | 1            | 1            | 31       | 18     |
| S. Ricci      | 26       | 0       | 4            | 0            | 30       | 0      |
| R. Sansone    | 22       | 2       | 3            | 0            | 25       | 2      |
| M. Sdraulig   | 2        | 0       | 3            | 3            | 5        | 3      |
| G. Vanz       | 5        | -1      | 0            | 0            | 5        | -1     |